# Xuân Lĩnh
Xuân Lĩnh là một xã thuộc huyện Nghi Xuân, tỉnh Hà Tĩnh, Việt Nam.
Xã Xuân Lĩnh có diện tích 15,84 km², dân số năm 1999 là 2887 người, mật độ dân số đạt 182 người/km².